# Grand Prix SAR La Princesse Lalla Meryem 2011 - Qualificazioni singolare
Le qualificazioni del singolare  del Grand Prix SAR La Princesse Lalla Meryem 2011 sono state un torneo di tennis preliminare per accedere alla fase finale della manifestazione. I vincitori dell'ultimo turno sono entrati di diritto nel tabellone principale. In caso di ritiro di uno o più giocatori aventi diritto a questi sono subentrati i lucky loser, ossia i giocatori che hanno perso nell'ultimo turno ma che avevano una classifica più alta rispetto agli altri partecipanti che avevano comunque perso nel turno finale.

## Giocatrici

### Teste di serie
1. Irina-Camelia Begu (qualificata)
2. Aleksandra Panova (secondo turno)
3. Urszula Radwańska (qualificata)
4. Sílvia Soler Espinosa (qualificata)

1. Eléni Daniilídou (ultimo turno) (Lucky loser)
2. Sloane Stephens (ultimo turno)
3. Ioana Raluca Olaru (primo turno)
4. Magda Linette (primo turno)

### Qualificate
1. Irina-Camelia Begu
2. Kristýna Plíšková

1. Urszula Radwańska
2. Sílvia Soler Espinosa

### Lucky losers
1. Eléni Daniilídou

## Tabellone singolare

### 1ª sezione
|  | Primo turno         | Primo turno         | Primo turno         | Primo turno | Primo turno |  |  | Secondo turno | Secondo turno      | Secondo turno      | Secondo turno   | Secondo turno   |    |   | Ultimo turno | Ultimo turno       | Ultimo turno       | Ultimo turno | Ultimo turno |  |
|  |                     |                     |                     |             |             |  |  |               |                    |                    |                 |                 |    |   |              |                    |                    |              |              |  |
|  | 1                   | Irina-Camelia Begu  | Irina-Camelia Begu  | 6           | 6           |  |  |               |                    |                    |                 |                 |    |   |              |                    |                    |              |              |  |
|  |                     | Elena Bogdan        | Elena Bogdan        | 2           | 1           |  |  | 1             | Irina-Camelia Begu | Irina-Camelia Begu | 6               | 6               |    |   |              |                    |                    |              |              |  |
|  |                     | Bianca Botto        | Bianca Botto        | 6           | 6           |  |  |               | Bianca Botto       | Bianca Botto       | 1               | 3               |    |   |              |                    |                    |              |              |  |
|  | WC                  | Fatyha Berjane      | Fatyha Berjane      | 0           | 1           |  |  |               |                    |                    |                 |                 |    |   | 1            | Irina-Camelia Begu | Irina-Camelia Begu | 7            | 6            |  |
|  | Mariana Duque       | Mariana Duque       | Mariana Duque       | 6           | 6           |  |  |               |                    | 6                  | Sloane Stephens | Sloane Stephens | 64 | 2 |              |                    |                    |              |              |  |
|  | Kristina Mladenovic | Kristina Mladenovic | Kristina Mladenovic | 2           | 4           |  |  |               | Mariana Duque      | 5                  | 6               | 610             |    |   |              |                    |                    |              |              |  |
|  |                     | Julia Glushko       | Julia Glushko       | 1           | 3           |  |  | 6             | Sloane Stephens    | 7                  | 3               | 7               |    |   |              |                    |                    |              |              |  |
|  | 6                   | Sloane Stephens     | Sloane Stephens     | 6           | 6           |  |  |               |                    |                    |                 |                 |    |   |              |                    |                    |              |              |  |

### 2ª sezione
|  | Primo turno              | Primo turno              | Primo turno              | Primo turno | Primo turno |  |  | Secondo turno          | Secondo turno          | Secondo turno          | Secondo turno     | Secondo turno     |   |   | Ultimo turno      | Ultimo turno      | Ultimo turno      | Ultimo turno | Ultimo turno |  |
|  |                          |                          |                          |             |             |  |  |                        |                        |                        |                   |                   |   |   |                   |                   |                   |              |              |  |
|  | 2                        | Aleksandra Panova        | Aleksandra Panova        | 6           | 6           |  |  |                        |                        |                        |                   |                   |   |   |                   |                   |                   |              |              |  |
|  |                          | Melanie Klaffner         | Melanie Klaffner         | 3           | 3           |  |  | 2                      | Aleksandra Panova      | 3                      | 7                 | 3                 |   |   |                   |                   |                   |              |              |  |
|  | Lara Arruabarrena-Vecino | Lara Arruabarrena-Vecino | Lara Arruabarrena-Vecino | 5           | 0           |  |  |                        | Séverine Beltrame      | 6                      | 5                 | 6                 |   |   |                   |                   |                   |              |              |  |
|  | Séverine Beltrame        | Séverine Beltrame        | Séverine Beltrame        | 7           | 6           |  |  |                        |                        |                        |                   |                   |   |   | Séverine Beltrame | Séverine Beltrame | Séverine Beltrame | 4            | 67           |  |
|  |                          | Leticia Costas Moreira   | Leticia Costas Moreira   | 6           | 6           |  |  |                        |                        | Kristýna Plíšková      | Kristýna Plíšková | Kristýna Plíšková | 6 | 7 |                   |                   |                   |              |              |  |
|  | WC                       | Intissar Rassif          | Intissar Rassif          | 2           | 1           |  |  | Leticia Costas Moreira | Leticia Costas Moreira | Leticia Costas Moreira | 5                 | 1                 |   |   |                   |                   |                   |              |              |  |
|  |                          | Kristýna Plíšková        | Kristýna Plíšková        | 7           | 6           |  |  | Kristýna Plíšková      | Kristýna Plíšková      | Kristýna Plíšková      | 7                 | 6                 |   |   |                   |                   |                   |              |              |  |
|  | 8                        | Magda Linette            | Magda Linette            | 69          | 4           |  |  |                        |                        |                        |                   |                   |   |   |                   |                   |                   |              |              |  |

### 3ª sezione
|  | Primo turno        | Primo turno        | Primo turno        | Primo turno | Primo turno |  |  | Secondo turno      | Secondo turno      | Secondo turno      | Secondo turno    | Secondo turno    |   |    | Ultimo turno | Ultimo turno      | Ultimo turno      | Ultimo turno | Ultimo turno |  |
|  |                    |                    |                    |             |             |  |  |                    |                    |                    |                  |                  |   |    |              |                   |                   |              |              |  |
|  | 3                  | Urszula Radwańska  | Urszula Radwańska  | 6           | 6           |  |  |                    |                    |                    |                  |                  |   |    |              |                   |                   |              |              |  |
|  |                    | Karolína Plíšková  | Karolína Plíšková  | 2           | 4           |  |  | 3                  | Urszula Radwańska  | 3                  | 6                | 6                |   |    |              |                   |                   |              |              |  |
|  | WC                 | Lina Bennani       | Lina Bennani       | 1           | 2           |  |  |                    | Maria João Koehler | 6                  | 4                | 4                |   |    |              |                   |                   |              |              |  |
|  |                    | Maria João Koehler | Maria João Koehler | 6           | 6           |  |  |                    |                    |                    |                  |                  |   |    | 3            | Urszula Radwańska | Urszula Radwańska | 7            | 7            |  |
|  | Alexandra Cadanțu  | Alexandra Cadanțu  | 3                  | 6           | 4           |  |  |                    |                    |                    | Catalina Castaño | Catalina Castaño | 5 | 63 |              |                   |                   |              |              |  |
|  | Lindsay Lee-Waters | Lindsay Lee-Waters | 6                  | 2           | 6           |  |  | Lindsay Lee-Waters | Lindsay Lee-Waters | Lindsay Lee-Waters | 3                | 3                |   |    |              |                   |                   |              |              |  |
|  |                    | Catalina Castaño   | Catalina Castaño   | 6           | 7           |  |  | Catalina Castaño   | Catalina Castaño   | Catalina Castaño   | 6                | 6                |   |    |              |                   |                   |              |              |  |
|  | 7                  | Ioana Raluca Olaru | Ioana Raluca Olaru | 4           | 65          |  |  |                    |                    |                    |                  |                  |   |    |              |                   |                   |              |              |  |

### 4ª sezione
|  | Primo turno     | Primo turno           | Primo turno     | Primo turno | Primo turno |  |  | Secondo turno | Secondo turno         | Secondo turno         | Secondo turno    | Secondo turno    |   |   | Ultimo turno | Ultimo turno          | Ultimo turno          | Ultimo turno | Ultimo turno |  |
|  |                 |                       |                 |             |             |  |  |               |                       |                       |                  |                  |   |   |              |                       |                       |              |              |  |
|  | 4               | Sílvia Soler Espinosa | 4               | 6           | 6           |  |  |               |                       |                       |                  |                  |   |   |              |                       |                       |              |              |  |
|  |                 | Johanna Konta         | 6               | 3           | 3           |  |  | 4             | Sílvia Soler Espinosa | Sílvia Soler Espinosa | 7                | 6                |   |   |              |                       |                       |              |              |  |
|  | WC              | Habiba Ifrakh         | Habiba Ifrakh   | 2           | 0           |  |  |               | Ahsha Rolle           | Ahsha Rolle           | 5                | 2                |   |   |              |                       |                       |              |              |  |
|  |                 | Ahsha Rolle           | Ahsha Rolle     | 6           | 6           |  |  |               |                       |                       |                  |                  |   |   | 4            | Sílvia Soler Espinosa | Sílvia Soler Espinosa | 6            | 6            |  |
|  | Jessica Moore   | Jessica Moore         | Jessica Moore   | 65          | 1           |  |  |               |                       | 5                     | Eléni Daniilídou | Eléni Daniilídou | 0 | 4 |              |                       |                       |              |              |  |
|  | Katarzyna Piter | Katarzyna Piter       | Katarzyna Piter | 7           | 6           |  |  |               | Katarzyna Piter       | Katarzyna Piter       | 2                | 4                |   |   |              |                       |                       |              |              |  |
|  |                 | Arina Rodionova       | 6               | 3           | 4           |  |  | 5             | Eléni Daniilídou      | Eléni Daniilídou      | 6                | 6                |   |   |              |                       |                       |              |              |  |
|  | 5               | Eléni Daniilídou      | 4               | 6           | 6           |  |  |               |                       |                       |                  |                  |   |   |              |                       |                       |              |              |  |